# Турмасовка
Турмасовка — река в России, протекает по территории Мичуринского района Тамбовской области. Правый приток реки Лесной Воронеж.

## География
Река Турмасовка берёт начало у села Александровка. Течёт на юг по открытой местности. Устье реки находится у села Изосимово в 32 км по правому берегу реки Лесной Воронеж. Длина реки составляет 22 км, площадь водосборного бассейна — 112 км².

## Данные водного реестра
По данным государственного водного реестра России относится к Донскому бассейновому округу, речной подбассейн реки — бассейны притоков Дона до впадения Хопра. Речной бассейн реки — Дон (российская часть бассейна).
Код объекта в государственном водном реестре — 05010100512107000002542.